# Pseudoholomorphe Kurve
Pseudoholomorphe Kurven (PHK) bezeichnen in der symplektischen Topologie eine glatte Abbildung von einer Riemannfläche in eine fast-komplexe Mannigfaltigkeit, die die
Cauchy-Riemann-Differentialgleichungen erfüllt. Sie wurden 1985 durch Mikhail Gromow eingeführt und haben seitdem das Studium symplektischer Mannigfaltigkeiten revolutioniert, wo sie insbesondere für die Definition und das Studium von Gromov-Witten-Invarianten und der Floer-Homologie wichtig sind. Sie spielen auch eine Rolle in der Stringtheorie.

## Definition
Sei {\displaystyle X} eine Mannigfaltigkeit mit fastkomplexer Struktur {\displaystyle J} und {\displaystyle C} eine glatte Riemannfläche (entsprechend einer komplexen algebraischen Kurve) mit komplexer Struktur {\displaystyle j}. Eine  pseudoholomorphe Kurve in {\displaystyle X} ist eine Abbildung {\displaystyle f\colon C\to X}, die die Cauchy-Riemann-Differentialgleichungen
{\displaystyle {\bar {\partial }}_{j,J}f:={\frac {1}{2}}(df+J\circ df\circ j)=0.}
erfüllt. Wegen {\displaystyle J^{2}=-1} ist dies äquivalent zu
{\displaystyle J\circ df=df\circ j,}
Geometrisch bedeutet dies, dass das Differential {\displaystyle df} komplex-linear ist, das heißt,  {\displaystyle J} bildet jeden Tangentenraum {\displaystyle T_{x}f(C)\subset T_{x}X} auf sich ab. Aus technischen Gründen wird häufig ein inhomogener Term {\displaystyle \nu } eingeführt und es werden dann die gestörten Cauchy-Riemann-Differentialgleichungen
{\displaystyle {\bar {\partial }}_{j,J}f=\nu .}
studiert. Die zugehörigen Kurven heißen dann {\displaystyle (j,J,\nu )}-holomorphe Kurven. Manchmal nimmt man an, dass die Störung {\displaystyle \nu } durch eine Hamiltonfunktion erzeugt wird (speziell in der Floertheorie), das muss aber nicht sein.
Nach ihrer Definition sind PHK immer parametrisiert, in der Praxis ist man aber auch an nicht-parametrisierten Kurven interessiert, das heißt eingebettete 2-Untermannigfaltigkeiten von  {\displaystyle X}, und „integriert“ über die die Struktur erhaltenden Reparametrisierungsfreiheitsgrade des Gebietes. Im Fall der Gromov-Witten-Invarianten beispielsweise betrachtet man nur geschlossene Gebiete {\displaystyle C} mit festem Geschlecht {\displaystyle g} und führt {\displaystyle n} markierte Punkte (oder Punkturen, das heißt entfernte Punkte) auf {\displaystyle C} ein. Sobald die punktierte Euler-Charakteristik {\displaystyle 2-2g-n} negativ ist, gibt es nur endlich viele holomorphe Reparametrisierungen von {\displaystyle C}, die die markierten Punkte erhalten. Die Kurve {\displaystyle C} ist ein Element des Deligne-Mumford-Modulraums der Kurven.

## Analogie mit den klassischen Cauchy-Riemann-Differentialgleichungen
Im klassischen Fall sind sowohl {\displaystyle X} wie {\displaystyle C} gleich der komplexen Zahlenebene. In reellen Koordinaten ist
{\displaystyle j=J={\begin{bmatrix}0&-1\\1&0\end{bmatrix}}}
und
{\displaystyle df={\begin{bmatrix}du/dx&du/dy\\dv/dx&dv/dy\end{bmatrix}}}
wobei {\displaystyle f(x,y)=(u(x,y),v(x,y))}. Multipliziert man diese Matrizen in den beiden möglichen Reihenfolgen sieht man sofort, dass die obige Gleichung
{\displaystyle J\circ df=df\circ j}
äquivalent zu den klassischen Cauchy-Riemann-Differentialgleichungen ist:
{\displaystyle {\begin{cases}du/dx=dv/dy\\dv/dx=-du/dy.\end{cases}}}

## Anwendungen in der symplektischen Topologie
Obwohl sie für jede fast komplexe Mannigfaltigkeit definiert werden können, sind PHK besonders interessant, wenn {\displaystyle J} mit einer symplektischen Form {\displaystyle \omega } verbunden ist. Eine fast komplexe Struktur {\displaystyle J} ist {\displaystyle \omega }-zahm ({\displaystyle \omega }-tame) dann und nur dann, falls
{\displaystyle \omega (v,Jv)>0}
für alle von Null verschiedenen Tangentenvektoren {\displaystyle v}. „Zahmheit“ (tameness) hat zur Folge, dass
{\displaystyle (v,w)={\frac {1}{2}}\left(\omega (v,Jw)+\omega (w,Jv)\right)}
eine Riemannsche Metrik auf  {\displaystyle X} definiert. Michail Gromow zeigte, dass für ein gegebenes {\displaystyle \omega } der Raum der {\displaystyle \omega }-zahmen {\displaystyle J} nicht leer und zusammenziehbar ist. Er bewies damit sein „nonsqueezing theorem“ über die symplektische Einbettung von Sphären in Zylinder.
Gromov zeigte weiter, dass gewisse Modulräme von PHK (mit gewissen Zusatzbedingungen) kompakt sind und beschrieb, wie PHK entarten können wenn nur endliche Energie zur Verfügung steht. Dieses „Kompaktheitstheorem von Gromov“ – später stark verallgemeinert durch Verwendung stabiler Abbildungen – macht die Definition von Gromov-Witten-Invarianten möglich, die PHK in symplektischen Mannigfaltigkeiten abzählen.
Kompakte Modulräume von PHK werden auch zur Konstruktion der Floer-Homologie genutzt, die Andreas Floer zum Beweis der berühmten Arnold-Vermutung benutzte.

## Anwendungen in der Physik
In der Typ II-Superstringtheorie betrachtet man „World Sheet“- Flächen von Strings, die sich auf 3-dimensionalen Calabi-Yau-Mannigfaltigkeiten bewegen. In der Pfadintegral-Formulierung der Quantenfeldtheorie möchte man über den Raum („Modulraum“) all dieser Flächen integrieren. Dieser Raum hat aber unendlich viele Dimensionen und ist im Allgemeinen mathematisch nicht zugänglich, man kann aber im sogenannten A-twist ableiten, dass diese Flächen durch PHK parametrisiert werden, so dass man es mit einer Integration im endlich dimensionalen Modulraum der PHK zu tun hat. In der II A-Stringtheorie sind diese Integrale gerade die Gromov-Witten-Invarianten.